# (38584) 1999 XH47
1999 XH47 (asteroide 38584) é um asteroide da cintura principal. Possui uma excentricidade de 0.05861610 e uma inclinação de 8.55953º.
Este asteroide foi descoberto no dia 7 de dezembro de 1999 por LINEAR em Socorro.